# Вронув (Пулавський повіт)
Вронув (пол. Wronów) — село в Польщі, у гміні Конськоволя Пулавського повіту Люблінського воєводства.
Населення — 395 осіб (2011).

## Демографія
Демографічна структура станом на 31 березня 2011 року:
|          | Загалом | Допрацездатний вік | Працездатний вік | Постпрацездатний вік |
| -------- | ------- | ------------------ | ---------------- | -------------------- |
| Чоловіки | 202     | 44                 | 129              | 29                   |
| Жінки    | 193     | 44                 | 91               | 58                   |
| Разом    | 395     | 88                 | 220              | 87                   |